# 重生 (電影)
《重生》（英文：The Second Coming）是2014年上映的港產片，由梁祖儀、邵美琪、黃德斌、李逸朗、邵音音、林偉主演，邱禮濤執導。女儿在14岁生日前开始，行为怪异，灵异事件也接连出现使她的家人惊恐失措。原来这些怪异事件正揭开一个不为人知的事实。